# Made in Milan
Made in Milan es un cortometraje documental italo-estadounidense de 1990 sobre el diseñador de moda Giorgio Armani; en él se le ve preparándose para un desfile y se analizan sus ideas sobre la moda, su historia familiar y la ciudad de Milán. Fue dirigido por Martin Scorsese. Fue el primer cortometraje y documental de Scorsese desde la película de 1978 American Boy: A Profile of Steven Prince.

## Sinopsis
Este documental analiza al diseñador Giorgio Armani, sus inspiraciones, su relación con la ciudad de Milán y su relación con el cine.